# Rovinjsko Selo
Rovinjsko Selo (en italien : Villa di Rovigno) est une localité de Croatie située en Istrie, dans la municipalité de Rovinj, dans le comitat d'Istrie. En 2001, la localité comptait 767 habitants.

## Démographie
| 1948 | 1953 | 1961 | 1971 | 1981 | 1991 | 2001 |
| ---- | ---- | ---- | ---- | ---- | ---- | ---- |
| 726  | 662  | 663  | 593  | 590  | 649  | 767  |